# Nicolas de La Motte
Marc-Antoine Nicolas de La Motte, o anche Nicolas de La Motte (Bar-sur-Aube, 29 luglio 1755 – Parigi, 6 novembre 1831), è stato un avventuriero e truffatore francese del XVIII secolo, noto per il suo coinvolgimento nell'affare della collana della regina.

## Biografia
Membro di una famiglia della piccola nobiltà della Champagne con poca ricchezza, era un ufficiale di gendarmeria quando sposò Jeanne de Valois-Saint-Rémy, il 6 giugno 1780. I due coniugi presero i titoli di cortesia di conte e contessa di La Motte-Valois. Ottenne l'incarico di guardia del corpo del conte d'Artois, fratello minore del re Luigi XVI, grazie al cardinale de Rohan, l'amante di sua moglie. Prese parte all'affare della collana della regina Maria Antonietta: una volta serviti i diamanti, andò a vendere il più bello di loro a due gioiellieri inglesi a Londra.
Fu processato in contumacia dal Parlamento di Parigi e condannato alle galere per tutta la vita. Il suo complice, Marc Rétaux de Villette, testimoniò contro di lui e sua moglie nel suo processo. Godendo del diritto di asilo nella capitale inglese, non tornò a Parigi se non dopo la rivoluzione francese e visse con somme di denaro estorte dalla famiglia Rohan sotto la minaccia di pubblicare le sue memorie, compromettendo la reputazione del cardinale.

## Nella cultura di massa

### Cinema
- L'intrigo della collana (2001), interpretato da Adrien Brody.